# 維索齊科 (布羅德區)
50°1′34″N 25°1′27″E / 50.02611°N 25.02417°E
維索齊科（烏克蘭語：Висоцько），是烏克蘭西部的村莊，隸屬利維夫州的佐洛奇夫區。該村面積1,866平方公里，2001年該村落人口602，人口密度每平方公里0.32人。